# Pulsze
Pulsze – wieś w Polsce, położona w województwie podlaskim, w powiecie bielskim, w gminie Wyszki.
Wieś duchowna Pulsy położona była w 1795 roku w ziemi bielskiej województwa podlaskiego.
Według Powszechnego Spisu Ludności z 1921 roku wieś zamieszkiwało 434 osoby, wśród których 398 było wyznania rzymskokatolickiego, 6 prawosławnego a 30 mojżeszowego. Jednocześnie 406 mieszkańców zadeklarowało polską przynależność narodową, 1 białoruską a 27 żydowską. Było tu 77 budynków mieszkalnych.
W latach 1975–1998 miejscowość administracyjnie należała do województwa białostockiego.

## Zabytki
- drewniana kaplica cmentarna, XVII/XVIII, nr rej.:236 z 25.10.1966[9].

## Urodzeni w Pulszach
- Karol Hryniewiecki – polski duchowny rzymskokatolicki, działacz polityczny II RP, biskup diecezjalny wileński w latach 1883–1889, od 1891 arcybiskup tytularny Perge, poseł na Sejm Litwy Środkowej (marszałek senior)[10].